# Juozas Matulis
Juozas Matulis (ur. 19 marca 1899 w Tatkonysie, obecnie w rejonie kupiszeckim, zm. 25 czerwca 1993 w Wilnie) – litewski fizykochemik.

## Życiorys
W latach 1914–1917 uczył się w gimnazjum w Lipawie, w 1924 ukończył wieczorową szkołę zawodową w Kownie i podjął studia na Wydziale Technicznym Uniwersytetu Litewskiego, w 1925 przeniósł się na Wydział Nauk Matematycznych i Przyrodniczych tego uniwersytetu, studiując chemię. Jednocześnie od 1928 pracował na uniwersytecie jako młodszy laborant, w 1929 ukończył studia, w 1930 został asystentem na katedrze chemii Uniwersytetu Kowieńskiego, 1931–1933 odbywał staż na Uniwersytecie w Lipsku, w 1934 otrzymał stopień doktora nauk chemicznych. W 1936 został adiunktem, a w 1940 dziekanem Wydziału Nauk Matematycznych i Przyrodniczych Uniwersytetu Wileńskiego (w 1934 otrzymał tytuł doktora, a w 1940 profesora), którego 1944-1945 był prorektorem, następnie 1945-1946 przewodniczył Komitetowi Organizacyjnemu Akademii Nauk Litewskiej SRR, 1946–1984 był prezesem Akademii Nauk Litewskiej SRR, a 1984–1990 członkiem Prezydium tej akademii. Od 1950 należał do WKP(b), 1956–1976 pełnił funkcję dyrektora Instytutu Chemii i Technologii Chemicznej Akademii Nauk Litewskiej SRR, 1963–1971 był redaktorem naczelnym Małej Litewskiej Encyklopedii Radzieckiej. Dokonał 59 odkryć naukowych w dziedzinie fotochemii, elektrochemii i innych działach chemii fizycznej. W latach 1950–1984 był deputowanym do Rady Najwyższej ZSRR od 3 do 10 kadencji, 1957-1960 był zastępcą członka, później członkiem KC Komunistycznej Partii Litwy. Od 1946 był członkiem korespondentem Akademii Nauk ZSRR.

## Odznaczenia
- Medal Sierp i Młot Bohatera Pracy Socjalistycznej (1 października 1965)
- Order Lenina (pięciokrotnie, 20 lipca 1950, 15 kwietnia 1958, 1 października 1965, 18 marca 1969 i 16 marca 1979)
- Order Czerwonego Sztandaru Pracy (czterokrotnie, 8 kwietnia 1947, 1949, 19 września 1953 i 17 września 1975)
- Order Przyjaźni Narodów (16 marca 1984)

I medale.